# Мечетненское муниципальное образование
Мечетненское муниципальное образование — сельское поселение в Советском районе Саратовской области Российской Федерации.
Административный центр — село Мечетное.

## История
Статус и границы сельского поселения установлены Законом Саратовской области от 29 декабря 2004 года N 119-ЗСО «О муниципальных образованиях, входящих в состав Советского муниципального района».

## Население
| 2010  | 2011  | 2012  | 2013  | 2014  | 2015  | 2016  |
| ----- | ----- | ----- | ----- | ----- | ----- | ----- |
| 1315  | ↘1314 | ↗1338 | ↗1346 | ↗1348 | ↗1349 | ↘1344 |
| 2017  | 2018  | 2019  | 2020  | 2021  |       |       |
| ↘1332 | ↘1316 | ↘1289 | ↘1251 | ↘970  |       |       |

## Состав сельского поселения
| № | Населённый пункт | Тип населённого пункта       | Население |
| - | ---------------- | ---------------------------- | --------- |
| 1 | Мечетное         | село, административный центр | ↘970      |